# 홋착 문자
홋착 문자(Hotcak script)는 위네바고 문자라고도 하며, 수 어족에 속하는 홋착어를 표기하는데 쓰였던 문자이다. 1870년무렵에 발명되었다. 기본적으로는 다른 아메리카 토착민 부족인 체로키족이 고안한 체로키 문자와 같이 백인들이 쓰던 로마자를 본뜬 것이다. 로마자 필기체가 바탕이 되었다. 홋착어는 1994년에 로마자 표기를 채택하여 홋착 문자는 더 이상 쓰이지 않고 있다.